# Alan Kurdi (vaixell)
L'Alan Kurdi és un vaixell de salvament que porta el nom del nen ofegat Alan Kurdi, un vaixell utilitzat des de 2018 per l'organització d'ajuda humanitària Sea-Eye, sota bandera alemanya, i fa tasques de rescat al mar Mediterrani. Abans era un Vaixell oceanogràfic de Mecklenburg-Pomerània Occidental.

## Història
El vaixell va ser construït el 1951 a la drassana VEB Roßlauer. El vaixell era part d'un programa militar però al final es va quedar a la RDA i es va convertir en el seu primer vaixell de recerca. El seu primer nom va ser Joh. L. Krueger, un investigador, i estava al servei del Servei hidrogràfic de la RDA. El gener del 1960 va passar a l'Institut d'Oceanografia i es passà a anomenar Professor Albrecht Penk, que va ser director de l'Institut i Museu d'Oceanografia de Berlín.
La RDA va utilitzar el vaixell no només per a viatges d'investigació als mars del Nord i del Bàltic. El 1962, es va dur a terme la primera expedició a Svalbard d'Alemanya Oriental amb el professor Albrecht Penck. El 1964, la primera expedició atlàntica de la RDA va conduir el vaixell cap al golf de Guinea. A partir del 1970, i a mans de l'Acadèmia de les Ciències, el vaixell va anar principalment al Mar del Nord i al mar Bàltic.
Després de la reunificació alemanya i dissolució de l'Acadèmia de Ciències de la RDA va passar a ser possessió de l'estat de Mecklenburg-Pomerània Occidental i va estar disponible des de 1992 pel recentment fundat Institut de Recerca del Mar Bàltic a Warnemünde (IOW). El vaixell, que era al mar al voltant de 200 dies a l'any, s'utilitzava principalment a l'oest del Bàltic. Estava equipat per a la investigació, tenia un laboratori humit, un de químic, un de biotecnològic i un d'informàtic.
El 21 d'agost del 2010, el vaixell va quedar fora de servei al moll de passatgers de Warnemünde. El pla era portar-lo a Stralsund i deixar-lo allà. No obstant, l'estat de Mecklenburg-Vorpommern va decidir vendre'l. En un procés de licitació el va adquirir el Grup Krebs, que el març de 2011 va acordar cooperar amb l'Oceaneum Stralsund. Posteriorment, el vaixell era utilitzat a l'hivern per a "cursos d'educació marítima" i "viatges d'investigació per a classes d'estudiants" i, d'altra banda, seria utilitzat com a plataforma de treball per a equips de manteniment de parcs eòlics a alta mar. Per motius financers, els Amics del Museu Marítim Alemany van cancel·lar el projecte educatiu i la cooperació amb el Grup Krebs a l'hivern del 2013. El Grup Krebs, que havia adquirit el vaixell el 2011, el va utilitzar per treballar en parcs eòlics a alta mar i per al control ambiental. A l'hivern estava a Rostock.

## Salvament
A la tardor del 2018, el vaixell va ser venut a l'organització no governamental Sea-Eye, que l'utilitza com a vaixell per al rescat de refugiats i immigrants en perill a la Mediterrània.
El 21 El desembre del 2018 va sortir del port d'Algesires en direcció a Líbia. Segons Sea-Eye, és el primer vaixell d'una organització de rescat civil sota la bandera alemanya. El 10 de febrer de 2019, el pare del difunt Alan Kurdi va batejar la nau en presència de representants religiosos i polítics, com el bisbe de Mallorca, Sebastià Taltavull i Anglada, al port de Palma, en nom del seu fill ofegat.
El 3 d'abril del 2019, el vaixell de la costa de Líbia va retirar a 64 persones d'un vaixell després que les autoritats de Líbia no haguessin respost als missatges de ràdio. El ministre de l'Interior, Itàlia, Matteo Salvini, es va negar a deixar baixar a la gent, ja que el vaixell navegava sota la bandera alemanya. Els activistes van rebutjar la demanda d'anar a Alemanya: no tenien prou menjar ni aigua potable per a fer un viatge que hauria durat de tres a quatre setmanes. Les persones van poder baixar a Malta el 13 d'abril, després d'un acord, i es van distribuir a Alemanya, França, Portugal i Luxemburg. El propi Alan Kurdi no estava autoritzat a entrar a Malta.
A partir del juliol 2019, poc després del conflicte que van tenir juntament amb el vaixell de rescat Sea Watch 3 amb les autoritats italianes, van tornar a la zona de rescat amb un periodista del Frankfurter Allgemeine Zeitung. El 5 de juliol del 2019, 65 persones van ser conduïdes a bord d'un vaixell de cautxú per part de la tripulació d' Alan Kurdi a la costa de Líbia en aigües internacionals. Hi havia diversos menors d'edat, el més jove tenia només dotze anys. En conjunt, provenien de dotze països diferents, 48 de Somàlia, sis de Sudan, la resta de Líbia, Camerun, Sudan del Sud, Mali, Txad, Nigèria, Benín, Costa d'Ivori i Guinea-Bissau". Els intents de contacte de Alan Kurdi amb les autoritats de Líbia i els centres de comandament de rescat italians no van tenir èxit segons Sea-Eye. El vaixell es va dirigir a Lampedusa i va romandre esperant, en aquests moments, a les aigües internacionals de la costa italiana. Després d'haver-se rebutjat l'entrada al port de Lampedusa per ordre del Ministeri d'Interior italià, el Alan Kurdi es va dirigir a Malta. A partir d'aquí, l'entrada al port de l'illa va ser prohibida inicialment, però la tripulació esperava obtenir el permís per amarrar-se amb ajuts internacionals. El dia 7 de juliol del 2019 es va permetre que Alan Kurdi Malta s'aturés a Malta després que la tripulació informés de tres urgències mèdiques a bord.